# 서프랑크 왕국
서프랑크 왕국(라틴어: regnum Francorum Occidentalium 레그눔 프란코눔 오시덴탈리움[*], 프랑스어: Francie occidentale 프란시 오키덴탈[*], 독일어: Westfrankenreich 베스트프란켄라이흐[*])은 843년 베르됭 조약으로 세 부분으로 나뉜 카롤링거 왕가의 프랑크 왕국 중에서 서쪽에 위치한 왕국을 말한다. 베르됭 조약의 결과로 카롤루스 대제의 손자인 카를 2세(772? - 811)이 차지한 영토이다. 987년 카페 왕조의 시작까지 이어진다.
서프랑크 왕국은 현대의 프랑스 본토보다 북쪽과 남쪽으로는 길고, 동쪽으로는 짧았다. 일례로 나중에 프랑스의 일부가 되는 로렌, 부르군트 자유백국, 알자스, 프로방스 등은 서프랑크 왕국의 영토가 아니었다. 또한 서쪽의 브르타뉴반도 역시 포함되지 않았다.
서프랑크의 왕들은 교회 및 속세의 권력자들에 의해 선출되었는데, 888년부터 936년까지의 반세기 동안에는 카롤링거와 로베르 가문에서 교대로 왕이 선출되었다. 이 시기에 왕권은 점점 약해져 명목상으로만 남게 되었으며, 각 지방에 대해서는 귀족 등 지역 유력자들의 권력이 더 강해졌다. 로베르가는 파리 백작과 프랑스 공작이 된 후, 987년에 카페 왕조를 세우며 왕위에 올랐다. 카페 왕조의 성립 이후 서프랑크 왕국 대신 프랑스로 불리기 시작했다. 그럼에도 프랑크라는 명칭은 당분간 유지되었는데, 1190년까지 카페 왕조의 군주들은 스스로를 프랑크인의 왕이라 칭했다가 1190년 1월 1일부로 필리프2세는 렉스 프랑코룸이라는 단어를 폐지하고 로이 드 프랑스(Roi de France)라 칭하였다. 역사가들은 이를 프랑스 왕국으로의 점진적 전환으로 정의한다. 13세기까지 "Regnum francorum"이라는 용어는 "Regnum Francia"("프랑스 왕국")로 발전했지만, "프랑크인"이라는 민족명은 18세기까지도 사용되었다.

## 역사

### 형성과 경계

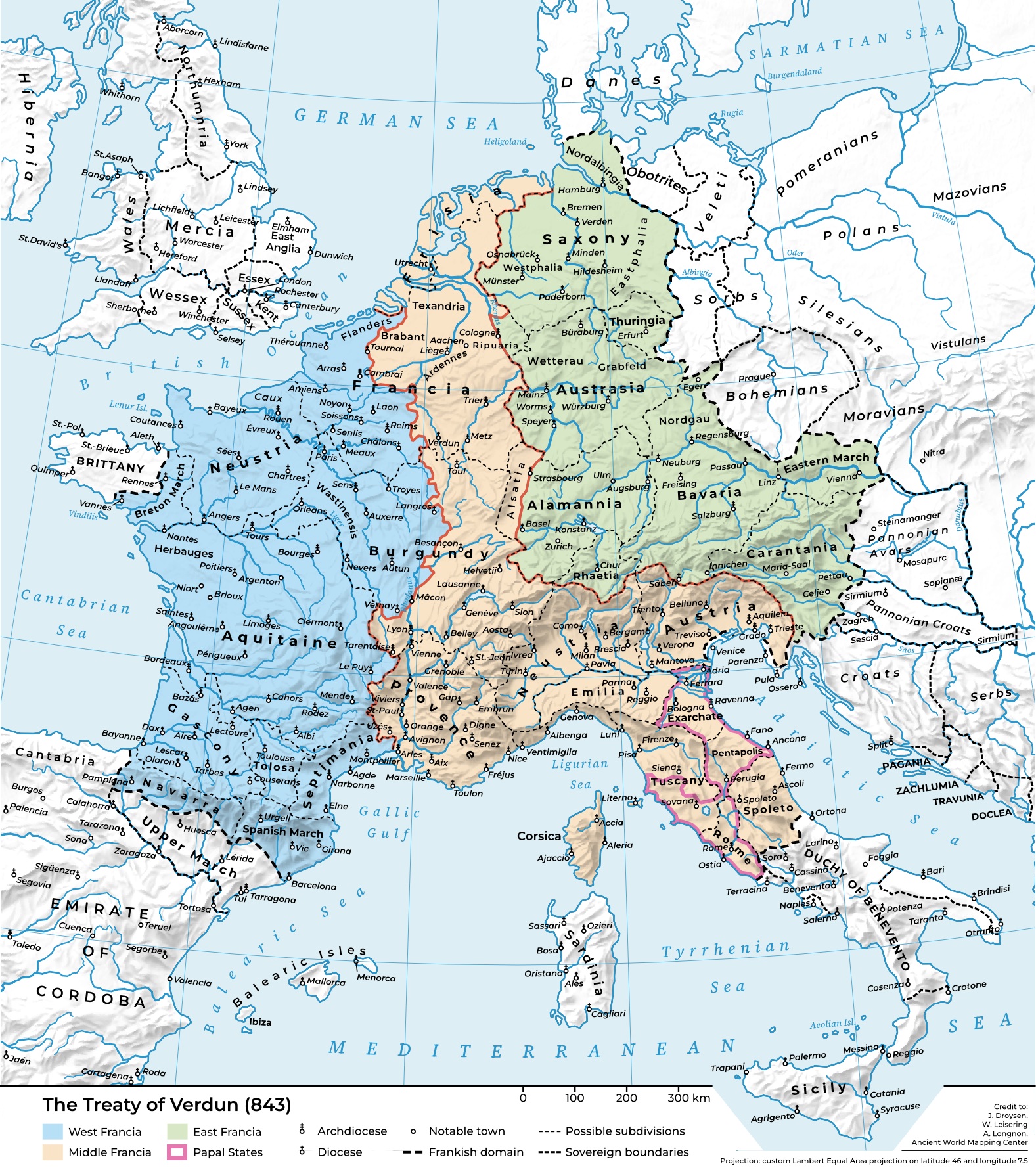
843년 베르됭에서의 프랑크 왕국 분할 지도.

루이 경건왕이 840년 6월 20일에 사망한 후 3년간의 내전이 이어진 끝에, 843년 8월 그의 세 아들과 후계자들에 의해 베르됭 조약이 체결되었다. 막내 아들인 카롤루스 2세 칼부스는 서프랑크를 상속받았다. 당대의 서프랑크 연대기인 《베르티니아니 연대기》에서는 샤를이 베르됭에 도착하여 "영토의 분배"가 이루어진 과정을 설명한다. 그의 형제인 로타리우스 1세(중프랑크)와 루도비쿠스 2세 게르마니쿠스(동프랑크)의 영토가 언급된 후, "스페인까지의 나머지 지역은 샤를에게 양도되었다"고 기록되어 있다. 동프랑의 연대기인 《풀다 연대기》에서는 샤를이 왕국이 "셋으로 나뉜" 후 서부 지역을 차지했다고 설명한다.
838년 12월 아키텐 왕 피피누스 1세가 사망한 이후, 그의 아들은 아키텐 귀족들에 의해 아키텐 왕 피피누스 2세로 인정받았지만, 제국의 승인은 받지 못했다. 카롤루스 2세 칼부스는 840년 통치 시작부터 피피누스 2세와 전쟁을 벌였으며, 베르됭 조약은 피피누스의 계승권을 무시하고 아키텐을 샤를에게 할당했다. 그러나 845년 6월, 여러 전투에서 패배한 이후 카롤루스는 베누아쉬르루아르 조약에 서명하여 조카의 통치권을 인정했다. 이 협정은 848년 3월 25일까지 유지되었으며, 그 이후 아키텐의 귀족들은 카롤루스를 그들의 왕으로 인정했다. 이후 카롤루스는 군사적 우위를 얻었고, 849년까지 아키텐 대부분을 확보했다. 결과적으로 5월에는 오를레앙에서 "프랑크인과 아키텐인의 왕"으로 즉위했다. 상스 대주교 웬일로가 대관식을 집전했으며, 이 대관식은 서프랑크에서 왕에게 처음으로 기름부어진 첫 성유식이었다. 성유식은 왕권을 축성하는 것에 대한 네 개의 전례서를 기록한 인물인 랭스 대주교 힝크마르가 제안한 것으로 이해된다. 힝크마르는 카롤루스가 서프랑크 왕국 전체에 성유를 받았다고 주장했다. 870년 메르센 조약으로 로타링기아의 서부 지역이 서프랑크에 추가되었다. 875년 카롤루스는 로마 황제로 즉위했다.
《베르티니아니 연대기》의 기록은 882년에 끝나고, 이후 900년까지의 역사는 《베다스티니 연대기》를 참고한다. 더 이후의 역사는 919년부터의 사건을 기록한 《플로도아르 연대기》를 주로 참고한다.

### 카롤루스 3세

870년 메르센 조약 이후 카롤링거 제국의 분할.

884년 12월 12일에 카롤루스 2세의 손자 카를로마누스 2세가 사망한 후, 서프랑크 귀족들은 그의 삼촌이자 동프랑크와 이탈리아 왕국의 왕이었던 카롤루스 3세 크라수스를 서프랑크의 왕으로 선출했다. 카롤루스 3세의 통치 기간 동안은 루이 경건왕의 사망 이후 처음으로 모든 프랑크 왕국이 하나의 통치자 아래 재통합된 시기였다. 서프랑크의 왕으로서 그는 브르타뉴의 통치자인 알랑 1세에게 왕의 칭호와 왕권을 부여한 것으로 여겨진다. 그러나 885년부터 886년까지의 파리 공방전에서 바이킹에 적절치 대응하지 못했다는 비판으로 카롤루스 3세의 위신은 크게 떨어졌다. 그로부터 얼마 지나지 않은 887년 11월, 조카 아르눌푸스 카린티아이가 반란을 일으켜 동프랑크의 왕이 되었으며, 카롤루스 3세는 퇴위한 후 888년 1월 13일에 사망했다.
아키텐에서 공작 라눌푸스 2세가 왕을 참칭하고자 하였으나 2년 만에 사망했다. 아키텐은 비록 별도의 왕국이 되지는 않았지만, 서프랑크 왕들의 통제를 거의 받지 않았다.
파리 백작 외드는 귀족들에 의해 서프랑크의 새로운 왕으로 선출되어 다음 달에 즉위했다. 이 시점에서 서프랑크는 서쪽의 네우스트리아와 동쪽의 프랑키아 본토로 구성되어 있었다. 프랑키아 본토는 뫼즈강과 센강 사이의 지역을 포함하는 영역이다.

### 로베르가의 부상
860년대 이후, 로타링기아의 귀족 로베르 르 포르가 앙주, 투렌, 멘의 백작으로 더 강력한 권력을 갖게 되었다. 로베르의 형제인 생드니의 수도원장 위그는 카롤루스 2세에 의해 아우스트라시아의 경영권을 부여받았다. 로베르의 아들인 외드는 888년에 왕으로 선출되다. 외드의 형제 로베르 1세는 922년부터 923년까지 통치했고, 이후 936년 사이에 라둘푸스 1세가 그 뒤를 이었다. 로베르 1세의 아들 위그 르 그랑은 루이 4세에 의해 "프랑크의 공작"으로 승격되었다. 987년 그의 아들 위그 카페가 왕으로 선출되면서 카페 왕조가 시작되었다.

### 공작들의 부상

10세기 카롤루스 왕조의 통제력이 크게 줄어들었다 (노란색).

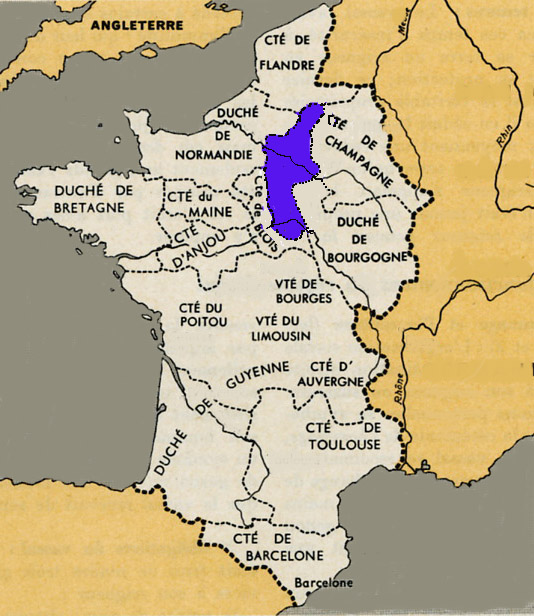
10세기 말 왕령 (파란색)

옛 프랑크 영토 밖과 남쪽에서는 887년 이후  부르고뉴 공국, 아키텐 공국, 브르타뉴 공국, 가스코뉴 공국, 노르망디 공국, 샹파뉴 공국 및 플란데런 백국과 같은 제후국들이 생성되어 지방 영주들은 반독립 상태가 되었다.
왕들의 권력은 계속 약화되었고, 바이킹에 저항하고 더 이상 왕에게 임명되지 않고 세습적인 지방 공작이 된 지역 귀족들의 부상에 반대할 수 없었다. 877년 카롤루스 2세 칼부스의 처남인 보소 5세 (프로방스)는 스스로 부르군트 자유백국과 프로방스의 왕위에 올랐다. 그의 아들 루도비쿠스 3세 카에쿠스는 890년부터 프로방스의 왕이었고 901년부터 905년까지 황제였다. 루돌푸스 2세는 933년에 부르군트 아를 왕국을 세웠다.

### 카롤루스 3세 심플렉스
동프랑크 왕국의 마지막 카롤루스 왕인 루도비쿠스 4세 인판스가 사망한 후, 로타링기아 왕국은 서프랑크의 왕 카롤루스 3세 심플렉스에게 충성을 맹세했다. 911년 이후 슈바벤 공국은 서쪽으로 확장하여 알자스 땅을 추가했다. 플란데런의 보두앵 2세는 898년 외드 사망 후 점점 강력해져 카롤루스로부터 불로뉴와 테르노이를 획득했다. 왕이 실질적인 통제를 행사하는 영토는 상당히 줄어들어 노르망디와 루아르강 사이의 땅으로 축소되었다. 왕궁은 보통 랭스나 랑에 머물렀다.
노르만족이 노르망디에 정착하기 시작했고, 919년부터 마자르족이 반복적으로 침략했다. 강력한 왕권의 부재 속에서 침략자들은 지역 귀족들에게 포위되어 패배했으며, 부르고뉴의 리샤르와 네우스트리아의 로베르 같은 이들이 911년 샤르트르에서 바이킹 지도자 롤로를 물리쳤다. 노르만족의 위협은 결국 924년과 926년에 마지막 데인겔드가 지불되면서 끝났다. 두 귀족은 점점 카롤루스에게 반대하게 되었고, 922년 그를 폐위시키고 로베르 1세를 새로운 왕으로 선출했다. 923년 로베르가 사망한 후, 귀족들은 라둘푸스를 왕으로 선출하고 카롤루스는 929년 사망할 때까지 투옥되었다. 카롤루스 3세 심플렉스 왕의 통치 이후, 지역 공작들은 자체 통화를 발행하기 시작했다.

## 같이 보기
- 카롤링거 왕조